# Нильссон, Хенрик
Ханс Хе́нрик Ни́льссон (швед. Hans Henrik Nilsson; 15 февраля 1976, Нючёпинг) — шведский гребец-байдарочник, выступал за сборную Швеции в середине 1990-х — начале 2010-х годов. Участник четырёх летних Олимпийских игр, чемпион Олимпийских игр в Афинах, серебряный призёр Олимпийских игр в Сиднее, двукратный чемпион мира, чемпион Европы, победитель многих регат национального и международного значения.

## Биография
Хенрик Нильссон родился 15 февраля 1976 года в городе Нючёпинге. Активно заниматься греблей начал с раннего детства, проходил подготовку в местном одноимённом спортивном клубе «Нючёпингс».
Первого серьёзного успеха на взрослом международном уровне добился в 1996 году, когда попал в основной состав шведской национальной сборной и благодаря череде удачных выступлений удостоился права защищать честь страны на Олимпийских играх в Атланте. Стартовал здесь в зачёте четырёхместных байдарок на дистанции 1000 метров, дошёл до финала и показал в решающем заезде шестой результат, немного не дотянув до призовых позиций.
В 1997 году Нильссон побывал на чемпионате мира в канадском Дартмуте, откуда привёз две награды бронзового достоинства, выигранные в двойках на двухстах метрах и в четвёрках на пятистах метрах. Будучи одним из лидеров гребной команды Швеции, благополучно прошёл квалификацию на Олимпийские игры 2000 года в Сиднее — вместе с напарником Маркусом Оскарссоном занял девятое место в полукилометровой программе двоек и получил серебряную медаль в километровой программе — на финише его обошёл только итальянский экипаж Антонио Росси и Беньямино Бономи.
Став серебряным олимпийским призёром, Нильссон остался в основном составе шведской национальной сборной и продолжил принимать участие в крупнейших международных регатах. Так, в 2001 году он выступил на мировом первенстве в польской Познани, где стал бронзовым призёром в двойках на пятистах метрах. Год спустя получил бронзу и золото на чемпионате Европы в венгерском Сегеде, среди двухместных байдарок на дистанциях 500 и 1000 метров соответственно, тогда как на чемпионате мира в испанской Севилье одержал победу в километровой гонке байдарок-двоек. Ещё через год на мировом первенстве в американском Гейнсвилле успешно защитил чемпионское звание в двойках на тысяче метрах. Позже отправился представлять страну на Олимпийских играх 2004 года в Афинах — с тем же Оскарссоном на пятистах метрах сумел дойти только до стадии полуфиналов, где финишировал четвёртым, в то время как на тысяче метрах обогнал всех своих соперников и завоевал тем самым олимпийскую медаль золотого достоинства.
После некоторого перерыва в 2011 году Хенрик Нильссон вернулся в большой спорт и выиграл серебряную медаль на чемпионате мира в Сегеде, в километровом зачёте двухместных экипажей. Отобрался в национальную команду для участия в Олимпиаде 2012 года в Лондоне, однако повторить успех восьмилетней давности не смог, на сей раз они с Оскарссоном показали в двойках на тысяче метрах пятый результат, остановившись в двух шагах от подиума. Вскоре по окончании этих соревнований Нильссон принял решение завершить карьеру профессионального спортсмена, уступив место в сборной молодым шведским гребцам.